# Stitches
Stitches es una película de comedia slasher de 2012, dirigida por Conor McMahon. Está protagonizada por Ross Noble, Tommy Knight y Gemma-Leah Devereux. La trama gira en torno a un payaso que regresa de entre los muertos para vengarse de un grupo de niños que fueron responsables de su muerte.

## Argumento
Richard Grindle, es un payaso llamado Stitches. Stitches llega tarde al cumpleaños de Tom, e intenta entretener a los niños, pero en cambio ellos lo ridiculizan. Vinny ata los cordones de Stitches, lo que le hace tropezar y caer sobre un cuchillo de cocina, causándole la muerte. Tom visita la tumba de Stitches y encuentra a un grupo de payasos que realizan un ritual, y el líder del grupo, The Motley, amenaza a Tom.
Seis años después, Tom se está preparando para su decimoséptimo cumpleaños. Dudando entre la idea de hacer una gran fiesta, decide en vez invitar sólo unos pocos amigos. En última instancia, se hace una gran reunión, y Vinny distribuye en secreto muchas invitaciones más a través de Internet. Tom, Vinny, Richie y Bulger, todos los cuales habían estado presentes cuando murió Stitches, preparan la casa. Mientras los invitados, entre ellos el amor de la infancia de Tom, Kate, llegan, Stitches vuelve a la vida y sale de su tumba.

## Reparto
- Ross Noble como Richard «Stitches» Grindle
- Tommy Knight como Tom
- Shane Murray Corcoran como Vinny
- Gemma-Leah Devereux como Kate
- Thommas Kane Byrne como Bulger
- Eoghan McQuinn como Richie
- Roisin Barron como Sarah
- Hugh Mulhern como Paul
- John McDonnell como The Motley
- Tommy Cullen como Dan
- Lorna Dempsey como María
- Jemma Curran como Jenny
- Ryan Burke como Tom (11 años)

## Desarrollo
McMahon comenzó a trabajar en Stitches después de recibir una donación de € 600.000 de la Irish Film Board, también utilizó los fondos del programa MEDIA Europa. El rodaje de la película tuvo lugar en Irlanda.  Stitches se estrenó en Dublín, Irlanda, en septiembre de 2012.